# Robert Essl
Robert Essl (* 1980 in Hermagor; † 4. Mai 2019 am Dobratsch bei Villach) war ein österreichischer Fotograf.

## Leben und Wirken
Robert Essl wurde 1980 in Hermagor im Gailtal geboren, wo er auch aufwuchs und die Schule besuchte. Nach erfolgreichem Schulabschluss begann er eine Lehre als Kfz-Mechaniker, arbeitete einige Zeit im Einzelhandel, machte eine Ausbildung zum Webdesigner und lebte einige Jahre lang in Wien. Im Jahre 2004 kam er bei einer einjährigen Auszeit in Australien zur Fotografie, wo er vor allem Architektur- und Landschaftsfotos machte. Ein Jahr später kaufte er sich in Wien eine neue Digitalkamera, die allerdings bereits nach vier Wochen gestohlen wurde. Da er jedoch bereits zu dieser Zeit eine Laufbahn als Fotograf ins Auge gefasst hatte, sparte er in den nachfolgenden Monaten auf eine Spiegelreflexkamera und begann ab 2006 mit dem Fotografieren von Fashion Models. In Wien studierte er in weiterer Folge eineinhalb Semester Unternehmensführung an der FHWien, beendete dieses Studium allerdings, um sich gänzlich der Fotografie zu widmen.
Im Jahre 2009 verließ er daraufhin die Heimat, um für einige Zeit in Mailand und auf der dortigen Fashion Week zu fotografieren. Später lebte er unter anderem auch in New York City, Paris oder London und fotografierte an verschiedenen Orten in Brasilien, kam aber auch regelmäßig nach Österreich zurück, um hier zu fotografieren. Während seines Wirkens hatte er unter anderem bereits Persönlichkeiten wie Adriana Lima, George Clooney, Claudia Schiffer oder Scarlett Johansson vor der Kamera. Seine Fotos wurden vielfach auf den Titelseiten namhafter Modezeitungen veröffentlicht. Zu seinen Freunden zählten unter anderem der Designer Massimiliano Giornetti oder die Bloggerin Chiara Ferragni.
Nachdem am 11. Mai 2019 bei der Polizei in Arnoldstein die Nachricht eingegangen war, dass seit rund einer Woche ein verwaistes Fahrzeug auf einem Parkplatz der Alpenstraße beim Dobratsch stehe, wurde ein Suchflug mit einem Hubschrauber eingeleitet, um den Besitzer des Fahrzeugs zu finden. Nachdem dieser Flug ohne Erfolg geblieben war, wurde am darauffolgenden Tag bei einem weiteren Hubschrauberflug eine Leiche in unwegsamem Gelände an der Dobratschsüdwand bei der Roten Wand entdeckt. Diese wurde nach dem Aufstieg der Bergrettung geborgen. Am nächsten Tag wurde bekannt, dass es sich bei der geborgenen Person um Robert Essl handle, der erst kurz zuvor nach Villach gezogen war. Laut Medienberichten dürfte er rund 200 Meter abgestürzt sein. Erst zwei Monate zuvor war er von der Kärntner Ausgabe der Kleinen Zeitung zum Kärntner des Tages ernannt worden.